# Тихомиров, Николай Васильевич
Тихоми́ров Никола́й Васи́льевич (род. 12 января 1952, д. Покровское, Вологодская область, СССР) — член Совета Федерации от исполнительной власти Вологодской области с 2012 до сентября 2019 года. До этого, с декабря 2001 года — Председатель Законодательного Собрания Вологодской области (депутат — с февраля 1996 года), секретарь политсовета Вологодского регионального отделения партии «Единая Россия» в 2008—2011 годах, член вологодского областного координационного совета Общероссийского народного фронта.

## Биография
Родился 12 января 1952 года в деревне Покровское Шекснинского района Вологодской области. Окончив школу в Череповце, в 1969 году начал работать учеником электрослесаря, а вскоре — и электрослесарем в центральной заводской лаборатории (ЦЗЛ) Череповецкого металлургического завода. В 1970 году был призван на службу в армию, после прохождения которой в 1972 году вернулся в ЦЗЛ, где работал электрослесарем, а впоследствии — мастером и инженером. В 1979 году окончил Северо-Западный заочный политехнический институт по специальности «инженер-электрик». С 1979 года занимается партийной работой, сначала в ВЛКСМ, а вскоре — в череповецком горкоме и вологодском обкоме. С сентября 1991 по июнь 1996 года работал директором строящейся гостиницы ОАО «Северсталь», а с июня 1996 по декабрь 2001 года — директором по кадрам ОАО «Северсталь». С февраля 1996 года стабильно избирается депутатом Законодательного Собрания Вологодской области, а с декабря 2001 года окончательно посвящает себя депутатской деятельности, занимая должность председателя Законодательного собрания.

## Политическая деятельность
Политическую карьеру начал с комсомольской работы на Череповецком металлургическом комбинате. В 1979 году избран заместителем секретаря, а вскоре и секретарём комитета ВЛКСМ металлургического комбината. В ноябре 1981 года стал заместителем секретаря парткома металлургического комбината, затем — вторым секретарём, и наконец — первым секретарём Индустриального райкома КПСС Череповца. В марте 1987 года избран вторым секретарем Череповецкого горкома КПСС и уже в апреле 1988 года переведён на работу в Вологодский областной комитет КПСС на пост заведующего отделом металлургической и химической промышленности. В ноябре 1988 года избран вторым, а в июне 1989 года — первым секретарем Череповецкого горкома КПСС. После августовского путча вышел из КПСС и работал на ОАО «Северсталь». С февраля 1996 года избирался депутатом Законодательного Собрания Вологодской области:
- в феврале 1996 года — по Первомайскому избирательному округу Череповца
- в январе 1999 года — по Первомайскому избирательному округу Череповца
- в марте 2002 года — по Первомайскому избирательному округу Череповца
- в декабре 2003 года — по Индустриальному избирательному округу Череповца
- в марте 2007 года — по партийному списку от регионального отделения «Единая Россия»

Будучи депутатом занимал в Законодательном собрании следующие посты:
- апрель 1996 — январь 1998 — заместитель председателя мандатной комиссии;
- апрель 1998 — январь 2000 — председатель постоянного комитета по экологии и природопользованию;
- январь 2000 — декабрь 2001 — председатель постоянного комитета по государственно-правовой деятельности, законности и правам человека
- декабрь 2001 — декабрь 2011 — председатель Законодательного собрания

Является членом партии «Единая Россия». В ноябре 2008 года был избран секретарём регионального политического совета Вологодского отделения партии. В июне 2011 года стал членом координационного совета Общероссийского народного фронта по Вологодской области. 7 декабря 2011 года подал в отставку с поста секретаря областного политсовета «Единой России». Своё решение мотивировал низкими результатами «Единой России» на выборах в Государственную думу (33,4 %) и Законодательное Собрание Вологодской области (34,48 %).
В декабре 2011 года, после отставки В. Е. Позгалёва, Николай Тихомиров рассматривался в качестве кандидата на пост губернатора области.
15 февраля 2012 года губернатор Вологодской области Олег Кувшинников сообщил о назначении Тихомирова в Совет Федерации.
В сентябре 2019 года полномочия в Совете Федерации истекли. 

## Награды и звания
- Орден Дружбы
- Медаль «За трудовую доблесть»
- Медаль «За заслуги в проведении Всероссийской переписи населения»
- Почётная грамота Череповецкого горкома КПСС
- Почётная грамота Губернатора Вологодской области
- Почётная грамота Законодательного Собрания Вологодской области
- Заслуженный работник ОАО «Северсталь».

## Статьи, речи и интервью
- На Вологодчину вновь приходят серьёзные инвестиции // Речь. — № 125(22779). — 12 июля 2010.
- Интервью вологодскому радио «Премьер» об итогах 2009 года (17 декабря 2009)
- «Уроки демократии» (к 15-летию Законодательного собрания Вологодской области) // Красный север. — № 34 (26268). — 31 марта 2009. (недоступная ссылка)
- Мы должны видеть все болевые точки // Красный Север. — № 11 (26245). — 3 февраля 2009. (недоступная ссылка)
- Старший среди равных (интервью к 5-летию избрания председателем законодательного собрания Вологодской области) // Красный Север. — № 150 (25922). — 21 декабря 2006.
- Закон заставил думать // Парламентская газета. — 23 июня 2005.
- Работать в интересах людей // Вологодская неделя. — № 21 (1896). — 16 июня 2005.
- Жить по закону // Закон зовет к добру: Народовластие на Вологодчине: Антология законотворческой деятельности / Под ред. Г. Сазонова, В. Чухина.- Вологда, 2004. — С.7-10
- Аудио и видео различных интервью на сайте Законодательного собрания Вологодской области.